# БИЧ-23
БИЧ-23 — двухместный экспериментальный планёр конструкции Бориса Черановского.

## История
БИЧ-23 был разработан как прототип сверхзвукового самолёта. Был выполнен по схеме «летающее крыло» и представлял собой модернизацию планёра БИЧ-22. От предшественника отличался размерами, меньшим удлинением и большей стреловидностью крыла.
7 февраля 1949 года на аэродроме Тушино начались испытания. Сначала его подняли в воздух, буксируя самолётом Ли-2. Затем были выполнены полёты на высоту 3000, 2000 и 1500 м с последующей отцепкой от буксировщика. Продолжительность свободного полёта составила 3 часа 18 минут. Планёр показал удовлетворительную путевую и поперечную устойчивость, но продольная устойчивость оказалось недостаточной. Управление по курсу производилось с помощью тормозных щитков или за счёт крена.
В полёте 9 февраля 1949 года на планёре выполнялся высший пилотаж.

## Технические характеристики
- Площадь крыла — 15,0 м²;
- Удлинение крыла — 3;
- Полётный вес — 300 кг;
- Экипаж — 2 чел.